# Radim Palán

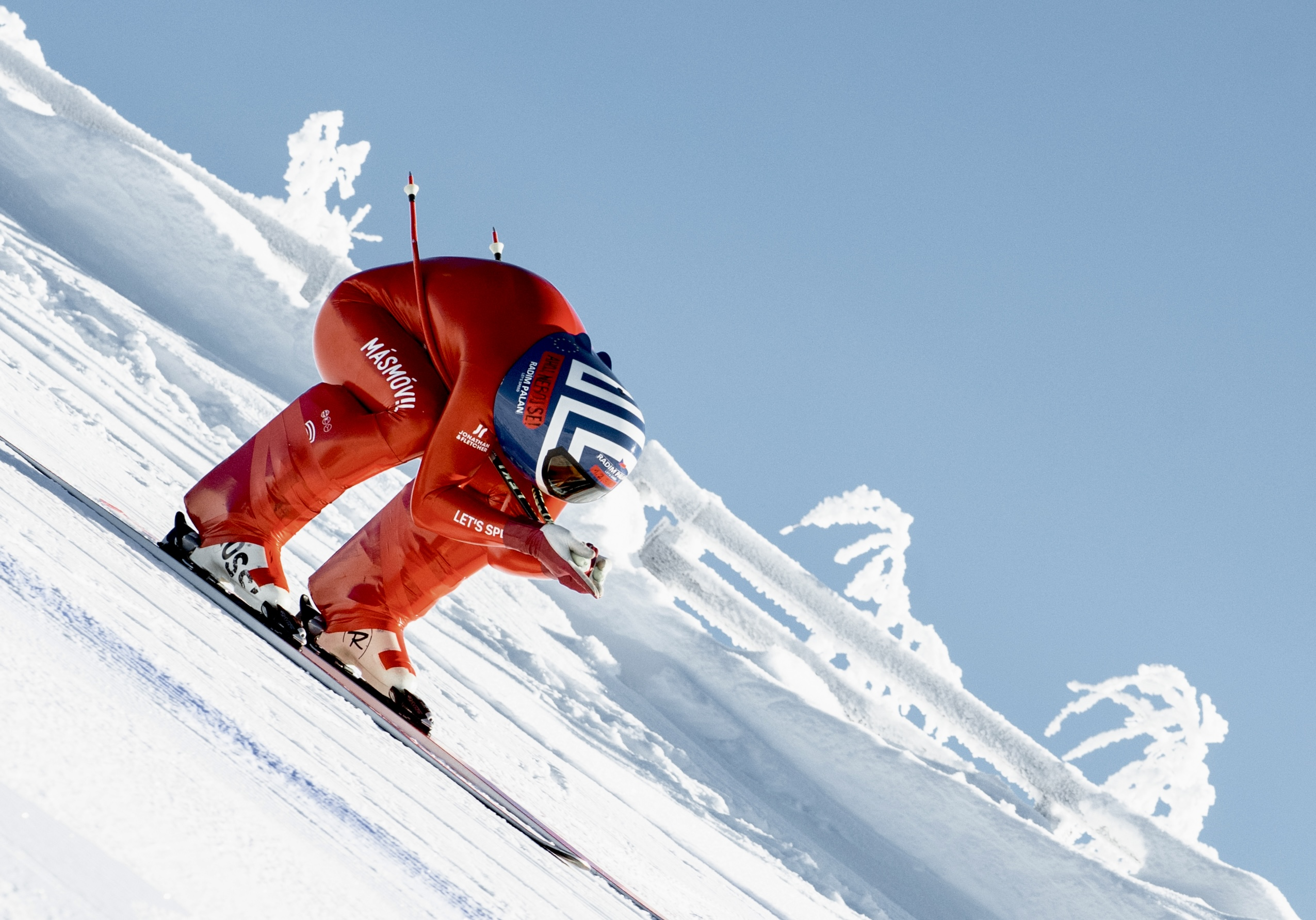
Rychlostní lyžař Radim Palán ve Finsku.

Radim Palán (* 20. února 1987 Praha) je český reprezentant v rychlostním lyžování, vicemistr světa 2024, mistr ČR 2025 a držitel národního rychlostního rekordu na lyžích - 248,22 km/h. 
V sezóně 2023 obsadil 3. místo celkově ve Světovém poháru rychlostního lyžování. Mimo aktivní sportovní činnosti pracuje jako lyžařský trenér, instruktor, lektor a servisman. Organizuje sportovní závody a klientské akce. Působí střídavě v Evropě, USA a na Novém Zélandu. Jako rychlostní lyžař je od března 2023 držitelem českého rychlostního rekordu na lyžích 248,22 km/h z Vars ve Francii.
V říjnu 2023 se zapsal do širšího povědomí a hlavně také do České knihy rekordů (Muzeum rekordů a kuriozit) rekordem v "lyžování na střeše" sériově vyráběného auta (Audi RS6 Avant). Rychlost 208,22 měřená podle moderního závodního GPS přístroje byla také k roku 2023 nejvyšší zapsanou rychlostí na světě. Na Mistrovství světa 2024 ve francouzském Vars obsadil s rychlostí 230,57 km/h druhou pozici a stal se tak vicemistrem světa. Za vítězným Francouzem Simonem Billym zaostal o pouhých 0,8 km/h.

## Sportovní kariéra
Se závodním lyžováním začínal jako člen českého skicrossového týmu. Stal se několikanásobným celkovým vítězem Českého poháru a 5x vicemistrem ČR. Mezi roky 2013 - 2017 mj. 3x vyhrál za Dropit tým skicrosový závod na Novém Zélandu v areálu Broken River. V posledním skicrosovém závodě sezony 2015/16 v lyžařském areálu Rejdice (březen), což bylo mezinárodní mistrovství ČR a finále Českého poháru ve skicrossu, Palán, jak bylo u něho pravidlem, obsadil dvě 2. místa.
Vůbec první start v rychlostním lyžování absolvoval na Bouřňáku v roce 2009, kde obsadil 4. místo.
Závodí za klub Ski-X riders a je členem Czech Speedski teamu.
První mezinárodní start v rychlostním lyžování absolvoval 6. dubna 2018 v Granvalira/Grau Roig (Andorra) v závodě FIS (Mezinárodní lyžařské federace). Dosáhl rychlosti 170,93 km/h a v závodě kategorie S2 s 21 startujícími zvítězil. Bylo to historicky první vítězství českého lyžaře v rychlostním závodě FIS.

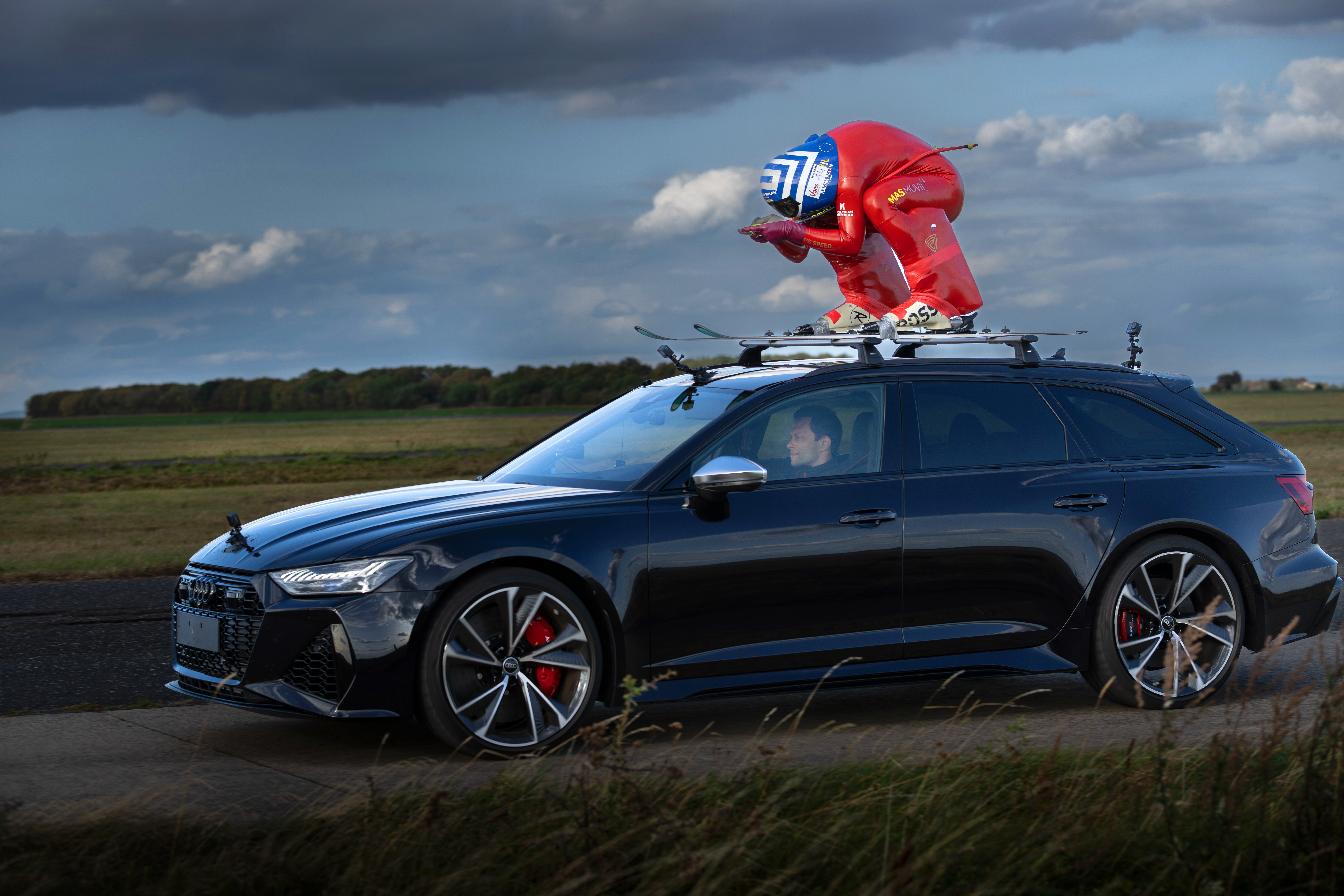
Radim Palán na střeše Audi RS6 Avant

Od roku 2019 se zúčastňoval závodů nejvyšší kategorie S1 tzv. "latexu". Světového poháru FIS v rychlostním lyžování se poprvé zúčastnil v únoru 2019 dvěma starty v resortu Salla Ski (Finsko), kde obsadil 26. (153,06 km/h) a 13. místo (154,33 km/h). V březnu 2019 se poprvé zúčastnil v této disciplíně mistrovství světa ve francouzském Vars (Horní Savojsko). Na zdejším svahu obsadil 18. místo s výkonem 211,26 km/h. To bylo podruhé, kdy překonal magickou hranici rychlosti 200 km/h. Mistrem světa se v tom roce stal Ital Simone Origone (228,86 km/h). V roce 2019 obsadil ve světovém poháru 31. místo s 25 body.
V roce 2020 se stal pravidelným účastníkem závodů světového poháru (SP) Speed Skiing. Začátkem února ve Vars skončil 16. (181,57 km/h), ve finském Salla v závodě FIS obsadil 15. místo a ve dvou závodech světového poháru (13. a 14. února) tamtéž obsadil 7. (159,10 km/h) a 9. místo (156,53 km/h). Začátkem března (5.-7. 3. 2020) se jely 3 závody SP ve švédském Idre Fjäll. Postupně tam obsadil 17., 18. a 7. místo (171,19 km/h). V celkovém pořadí SP v roce 2020 obsadil 8. místo se 143 body.
V "covidovém" roce 2021 byl počet závodů SP z pochopitelných důvodů velmi omezen. Palán se zúčastnil v lednu 2021 volného závodu kategorie FIS (Gavernie-Gedre, Francie) - 5. místo a tří závodů SP ve Švédsku, v Idre Fjäll. Ve dnech 11.-13. března tam obsadil 7., 13. a 11. místo, když nejlepšího výkonu 172,32 km/h dosáhl ve 3. závodu. To mu stačilo, aby zopakoval 8. místo v celkovém pořadí SP.
Po odeznění karantén v roce 2022 se Palán zúčastnil závodů SP, závodů v ČR (vítěz Red Bull Homerun Ještěd, vítěz Red Bull Homerun Špindlerův Mlýn) a také ještě obsadil 2. místo v mistrovství ČR ve skikrosu na Monínci (to bylo jeho páté 2. místo v MR ČR, před tím 2015-2018). Významnější ovšem byly jeho starty ve světovém poháru FIS a na mistrovství světa (MS). MS v rychlostním lyžování se konalo 30. ledna na svahu ve Vars. S dosaženým výkonem 197,28 km/h obsadil Palán 12. místo. Ve SP se zúčastnil sedmi závodů ve třech střediscích. Ve finském Salla Ski Resort obsadil 12. února 13. místo (154,69 km/h) a 13. února 4. místo (163,42 km/h). Ve švédském Idre Fjäll se ve dnech 10.-12. března výrazně zlepšil. Napřed to bylo 6. (175,08 km/h), o den později 3. místo (174,81 km/h). To bylo poprvé, kdy se Palán postavil na pódium při závodě SP a historicky první podium pro ČR v elitní kategorii S1. A švédskou trojici závodů SP uzavřel nejlepším výkonem 178,05 km/h, který mu zajistil 5. místo. Sezonu SP uzavřel účastí ve dvou závodech SP v Grandvalira/Grau Roig (Andorra) na přelomu března a dubna. V prvém podniku obsadil 6. místo (154,87 km/h) a v druhém 8. místo (154,75 km/h). Tyto výkony ho zařadily v celkovém pořadí SP s 287 body na 4. místo.
Jeho zatím nejúspěšnější sezónou byl rok 2023. V ČR vyhrál Palán 3 závody (Dark Snow - Monínec, DH Masters - Lipno a SG Masters - Paseky nad Jizerou) a jednou skončil na 2. místě (Red Bull Homerun Špindlerův Mlýn). Na mezinárodním poli se v podstatě závodilo pouze ve francouzském středisku Vars, kam byly přeloženy zrušené závody mj. z Andorry a Švédska. Dva závody SP se zde konaly v lednu. Obsadil 7. (207,13 km/h) a 5. místo (213,80 km/h). Zbývající závody SP a mistrovství světa se zde konaly v březnu. Hned 17. března Palán zlepšil svůj výkon na 224,24 km/h (8. místo), o den později obsadil 4. místo (219,24 km/h). Koncem března (28.-29.) se dvakrát postavil v SP na pódium za 3. místa (205,33 km/h, resp. 194,35 km/h). Ve světovém poháru 2023 obsadil Palán s 283 body celkově 3. místo.
Vyvrcholením jeho dosavadní kariéry byl závod mistrovství světa, který se konal ve francouzském Varsu 22. března 2023 a ve kterém obsadil 8. místo, ale výkonem 248,22 km/h vytvořil český rekord v rychlostním lyžování. Dosavadní rekord držel Radek Čermák výkonem 243,57 km/h, kterého dosáhl ve Vars v roce 2017. Zrychlení z nuly na sto měl Palán při své rekordní jízdě jako vůz Formule 1. Za cca 8 vteřin už sjížděl dvoustovkou.
Po březnovém českém rekordu v rychlostním lyžování 4. října 2023 překonal i světový rekord v rychlosti na lyžích na střeše sériově vyráběného auta. Společně s Auto CZ (Svět motorů) a Audi jel neuvěřitelných 208,2 km/h. Na letišti v Panenském Týnci sériové Audi RS6 Avant řídil závodník Filip Salaquarda. V Česku jde o unikátní počin a ve světovém měřítku se podařilo překonat dosavadní nejvyšší metu 201 km/h. Bývalým rekordmanem byl lyžař Lasse Nyhlén, závodní jezdec Mikael Nabrink a černá Alfa Romeo GTV 2.5. Komisaři z agentury Dobrý den Pelhřimov, která vydává Českou knihu rekordů, oficiálně měřili dvojici rychlost. Naměřená hodnota 208,22 km/h je nejvyšší rychlost lyžaře na střeše automobilu (český rekord) a nejvyšší rychlost lyžaře na střeše sériově vyráběného automobilu (světový rekord).

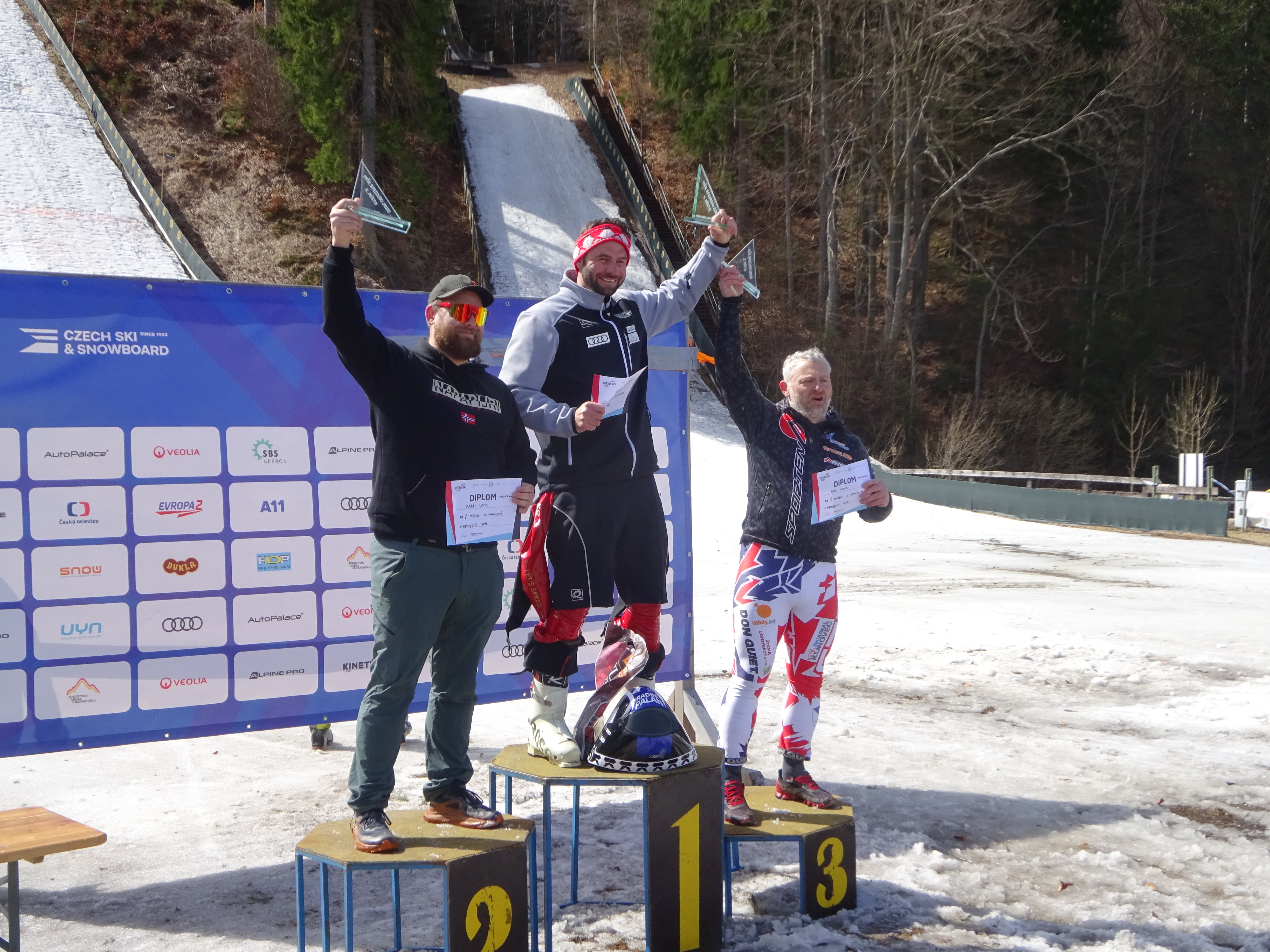
Radim Palán, vítěz MRČR v rychlostním lyžování (Harrachov 2025)

Při světovém šampionátu 24. března 2024 v rychlostním lyžování ve francouzském Vars dosáhl Radim Palán rychlosti 230,57 km/h a obsadil 2. místo, rychlejší byl o necelý kilometr za hodinu jen domácí favorit Simon Billy. Ve světovém poháru se v sezoně 2023/24 jely pouze 3 závody. Palán v nich obsadil 5., 7. a v posledním závodě 27. března 3. místo. V celkovém pořadí se 141 body obsadil 5. místo, když vítězem se stal Ital Simone Origone.
Ve světovém poháru v ročníku 2024/25 (Salla Ski Resort a Vars) se jelo 7 závodů. Palán startoval v pěti, čtyřikrát obsadil 3. místo a jednou 6., celkem získal 280 bodů a umístil se na 4. místě. V závodě mistrovství světa dosáhl ve francouzském Vars 27. března 2025 rychlosti 225,87 km/h a tímto výkonem obsadil 6. místo, když zvítězil Francouz Billy Simon (229,13 km/h tzn. jel o 3,26 km/h rychleji). Ve skokanském areálu v Harrachově na "bubnu" středního můstku K90 uspořádal lyžařský oddíl HARRANTI Ski Team Harrachov 5. dubna 2025 otevřené mistrovství republiky v rychlostním lyžování (MR Speed Ski), kterého se zúčastnily i legendy jako Petr Záhrobský, Radek Čermák, Edvard Foldyna atd. Zvítězil Radim Palán před Karlem Lankem a Petrem Mudrou.